# ماجد العلي
ماجد محمد العلي (وُلِد في 29 سبتمبر 1987، مدينة الكويت) هو لاعب جودو كويتي، تنافس في فئة الوزن الثقيل للرجال. حقق المركز الخامس في سن الـ 14 عامًا في سباق أكثر من 100 متر حصل على المركز الأول في وزن تحت 18 كجم في دورة الألعاب الآسيوية 2002 في بوسان بكوريا الجنوبية، كما مثل بلاده الكويت في دورة الألعاب الأولمبية الصيفية 2004.
تأهل العلي كلاعب جودو وحيد للمنتخب الكويتي في فئة الوزن الثقيل للرجال (+100 كجم) في دورة الألعاب الأولمبية الصيفية 2004 في أثينا، من خلال منح دعوة ثلاثية من الاتحاد الدولي للجودو. خسر مباراته الافتتاحية أمام لاعب الجودو الأمريكي مارتن بونزاير، الذي نجح في تسجيل نقطة إيبون، وأمسك به بقوة تيت شيهو جاتامي (أربعة أرباع عمودية) في دقيقتين وواحد وعشرين ثانية.